# Benedetto, vévoda z Chablais
Princ Benedetto, vévoda z Chablais (Benedetto Maria Maurizio; 21. června 1741, královský palác Venaria – 4. ledna 1808, Řím) byl italský šlechtic a vojenský velitel. Byl nejmladším dítětem krále Karla Emanuela III. Sardinského. Oženil se se svojí neteří Marií Annou Savojskou; neměli žádné děti. Vlastnil Palazzo Chiablese v Turíně.

## Biografie
Benedetto se narodil v paláci Venaria. Byl nejmladším dítětem Karla Emanuela III. Sardinského a Alžběty Terezy Lotrinské. Jeho matka zemřela během jeho porodu. Pojmenován byl po papeži Benediktovi XIV., který se stal papežem rok před jeho narozením.
V době svého narození, známý také jako Benedetto nebo Maurizio, byl třetí v linii následnictví sardinského trůnu po svém nejstarším nevlastním bratrovi Viktoru Amadeovi, vévodovi savojském, a princi Carlovi, jeho jediném bratrovi, který zemřel v dětství. Mezi jeho bratrance z otcovy strany patřili Ludvík XV. Francouzský, budoucí Ferdinand VI. Španělský a kníže z Carignanu. Mezi jeho sestřenice z matčiny strany patřila budoucí královna neapolská a slavná Marie Antoinetta.
Jeho strýc František I., císař Svaté říše římské, navrhl svou dceru arcivévodkyni Marii Kristinu Rakouskou jako jeho budoucí manželku, ale sňatek mezi nimi se nikdy neuskutečnil. Císař chtěl, aby sňatek podpořil vazby mezi rodem Lotrinských a rodem Savojských.
V roce 1753 mu dal otec jako jeho osobní sídlo to, co je nyní známo jako Palazzo Chiablese.
V roce 1763 mu jeho otec udělil Chablaiské vévodství (princ byl od narození oslovován jako vévoda z Chablais). Jeho bratr, pozdější Viktor Amadeus III. Sardinský, jej 19. června 1796 ustanovil markýzem z Ivrey. V roce 1764 také od svého bratra koupil léno Agliè.
Benedetto se 19. března 1775 v královském paláci v Turíně oženil s Marií Annou Savojskou. Marie Anna byla jeho neteř a šesté dítě jeho nejstaršího bratra Viktora Amadea III. Sardinského a jeho manželky Marie Antonie Španělské. Manželství nepřineslo žádné děti, Marie Anna zemřela v roce 1824.
Známý jako dobrý voják, Benedetto získal kontrolu nad italskou armádou. Zúčastnil se bitvy u Loana.
Zemřel v Římě ve věku 66 let a byl pohřben v kostele San Nicolo dei Cesarini, poté byl přesunut do královské baziliky Superga v Turíně. Po jeho smrti se titul vévody z Chablais vrátil ke koruně.

## Předkové
|                    |                                  |  |                             |                              |  |  |  |  |  |  |  | Viktor Amadeus I. |
|                    |                                  |  |                             |                              |  |  |  |  |  |  |  |                   |
|                    | Karel Emanuel II.                |  |                             |                              |  |  |  |  |  |  |  |                   |
|                    |                                  |  |                             |                              |  |  |  |  |  |  |  |                   |
|                    |                                  |  |                             | Kristina Marie Bourbonská    |  |  |  |  |  |  |  |                   |
|                    |                                  |  |                             |                              |  |  |  |  |  |  |  |                   |
|                    | Viktor Amadeus II.               |  |                             |                              |  |  |  |  |  |  |  |                   |
|                    |                                  |  |                             |                              |  |  |  |  |  |  |  |                   |
|                    |                                  |  |                             | Karel Amadeus Savojský       |  |  |  |  |  |  |  |                   |
|                    |                                  |  |                             |                              |  |  |  |  |  |  |  |                   |
|                    | Marie Johanna Savojská           |  |                             |                              |  |  |  |  |  |  |  |                   |
|                    |                                  |  |                             |                              |  |  |  |  |  |  |  |                   |
|                    |                                  |  |                             | Alžběta Bourbonská           |  |  |  |  |  |  |  |                   |
|                    |                                  |  |                             |                              |  |  |  |  |  |  |  |                   |
|                    | Karel Emanuel III. Sardinský     |  |                             |                              |  |  |  |  |  |  |  |                   |
|                    |                                  |  |                             |                              |  |  |  |  |  |  |  |                   |
|                    |                                  |  |                             | Ludvík XIII.                 |  |  |  |  |  |  |  |                   |
|                    |                                  |  |                             |                              |  |  |  |  |  |  |  |                   |
|                    | Filip I. Orleánský               |  |                             |                              |  |  |  |  |  |  |  |                   |
|                    |                                  |  |                             |                              |  |  |  |  |  |  |  |                   |
|                    |                                  |  |                             | Anna Rakouská                |  |  |  |  |  |  |  |                   |
|                    |                                  |  |                             |                              |  |  |  |  |  |  |  |                   |
|                    | Anna Marie Orleánská             |  |                             |                              |  |  |  |  |  |  |  |                   |
|                    |                                  |  |                             |                              |  |  |  |  |  |  |  |                   |
|                    |                                  |  |                             | Karel I. Stuart              |  |  |  |  |  |  |  |                   |
|                    |                                  |  |                             |                              |  |  |  |  |  |  |  |                   |
|                    | Henrietta Anna Stuartovna        |  |                             |                              |  |  |  |  |  |  |  |                   |
|                    |                                  |  |                             |                              |  |  |  |  |  |  |  |                   |
|                    |                                  |  |                             | Henrietta Marie Bourbonská   |  |  |  |  |  |  |  |                   |
|                    |                                  |  |                             |                              |  |  |  |  |  |  |  |                   |
| Benedetto Savojský |                                  |  |                             |                              |  |  |  |  |  |  |  |                   |
|                    |                                  |  |                             |                              |  |  |  |  |  |  |  |                   |
|                    |                                  |  | Mikuláš František Lotrinský |                              |  |  |  |  |  |  |  |                   |
|                    |                                  |  |                             |                              |  |  |  |  |  |  |  |                   |
|                    | Karel V. Lotrinský               |  |                             |                              |  |  |  |  |  |  |  |                   |
|                    |                                  |  |                             |                              |  |  |  |  |  |  |  |                   |
|                    |                                  |  |                             | Klaudie Lotrinská            |  |  |  |  |  |  |  |                   |
|                    |                                  |  |                             |                              |  |  |  |  |  |  |  |                   |
|                    | Leopold Josef Lotrinský          |  |                             |                              |  |  |  |  |  |  |  |                   |
|                    |                                  |  |                             |                              |  |  |  |  |  |  |  |                   |
|                    |                                  |  |                             | Ferdinand III. Habsburský    |  |  |  |  |  |  |  |                   |
|                    |                                  |  |                             |                              |  |  |  |  |  |  |  |                   |
|                    | Eleonora Marie Josefa Habsburská |  |                             |                              |  |  |  |  |  |  |  |                   |
|                    |                                  |  |                             |                              |  |  |  |  |  |  |  |                   |
|                    |                                  |  |                             | Eleonora Magdalena Gonzagová |  |  |  |  |  |  |  |                   |
|                    |                                  |  |                             |                              |  |  |  |  |  |  |  |                   |
|                    | Alžběta Tereza Lotrinská         |  |                             |                              |  |  |  |  |  |  |  |                   |
|                    |                                  |  |                             |                              |  |  |  |  |  |  |  |                   |
|                    |                                  |  |                             | Ludvík XIII.                 |  |  |  |  |  |  |  |                   |
|                    |                                  |  |                             |                              |  |  |  |  |  |  |  |                   |
|                    | Filip I. Orleánský               |  |                             |                              |  |  |  |  |  |  |  |                   |
|                    |                                  |  |                             |                              |  |  |  |  |  |  |  |                   |
|                    |                                  |  |                             | Anna Rakouská                |  |  |  |  |  |  |  |                   |
|                    |                                  |  |                             |                              |  |  |  |  |  |  |  |                   |
|                    | Alžběta Charlotta Orleánská      |  |                             |                              |  |  |  |  |  |  |  |                   |
|                    |                                  |  |                             |                              |  |  |  |  |  |  |  |                   |
|                    |                                  |  |                             | Karel I. Ludvík Falcký       |  |  |  |  |  |  |  |                   |
|                    |                                  |  |                             |                              |  |  |  |  |  |  |  |                   |
|                    | Alžběta Šarlota Falcká           |  |                             |                              |  |  |  |  |  |  |  |                   |
|                    |                                  |  |                             |                              |  |  |  |  |  |  |  |                   |
|                    |                                  |  |                             | Šarlota Hesensko-Kasselská   |  |  |  |  |  |  |  |                   |
|                    |                                  |  |                             |                              |  |  |  |  |  |  |  |                   |